# Веретье (Воронежская область)
Веретье — село в Острогожском районе Воронежской области.
Административный центр Веретьевского сельского поселения.

## География
Село расположено на реке Камышенке (Ольшанке), при впадении этой реки в Тихую Сосну.

### Улицы
| - пер. Берёзовый - пер. Веселый - пер. Вишнёвый - пер. Горка - пер. Кончалка - пер. Луговой | - пер. Полевой - пер. Приречный - пер. Садовый - пер. Тенистый - пер. Углинка - Старогуменскаяая ул. - Поляная ул. | - ул. Зелёная - ул. Мира - ул. Озёрная - ул. Центральная - Острогожская ул. |

## История
Как видно из словаря В. И. Даля, «вереть» — это незаливаемое сухое место в пойме реки, возвышающаяся над поймой гряда. Слово «вереть» употреблялось широко в XVII в., во время колонизации берегов Тихой Сосны Московским царством. Село «у верети» возникло в XVIII в., оно стало называться «Веретье». Во время Великой Отечественной войны 512 человек ушло на фронт, вернулось только 175 односельчан. В селе установлен памятник войнам односельчанам.

## Население
| 1859 | 1897  | 2000 | 2005 | 2010 |
| ---- | ----- | ---- | ---- | ---- |
| 1697 | ↘1535 | ↘685 | ↘544 | ↗704 |

## Инфраструктура
В селе имеются:
- Веретьевский сельский культурно-досуговый центр;
- реабилитационный центр «ВОЗРОЖДЕНИЕ».